# Aero Consult Light Aircraft
 (mai 2025).
Aero Consult Light Aircraft (ACLA) est un fabricant d'aéronefs basé aux Pays-Bas.  
En 2007, ils ont acquis les droits de l'Aviasud Sirocco,, auprès d'Aériane, qui souhaitait se concentrer sur le planeur Swift et le PAS. ACLA a redessiné l'empennage et les ailes et a relancé l'aéronef sous le nom de Sirocco nG, dont le premier vol a eu lieu en mai 2009,.